# Gare de Cabano
La gare de Cabano est une ancienne gare ferroviaire canadienne de la ligne de Rivière-du-Loup à Edmundston (devenue voie verte). Elle est située à Cabano quartier de Témiscouata-sur-le-Lac, chef-lieu de la municipalité régionale de comté du Témiscouata, située dans la région administrative du Bas-Saint-Laurent, au Québec. 
Elle est mise en service en 1889 par la Compagnie du Saint-Lawrence and Temiscouata Railway. Fermée depuis 1977, elle est citée immeuble patrimoniale en 1995. Elle est réaffectée en auberge depuis en 1997.

## Situation ferroviaire
Établie à environ 169 mètres d'altitude, la gare de Cabano était située au point 43 milles de la ligne d'Edmundston à Rivière-du-Loup (désaffectée, déposée et réaffectée en voie verte), entre les gares de Saint-Louis et de Notre-Dame-du-Lac,.

## Histoire

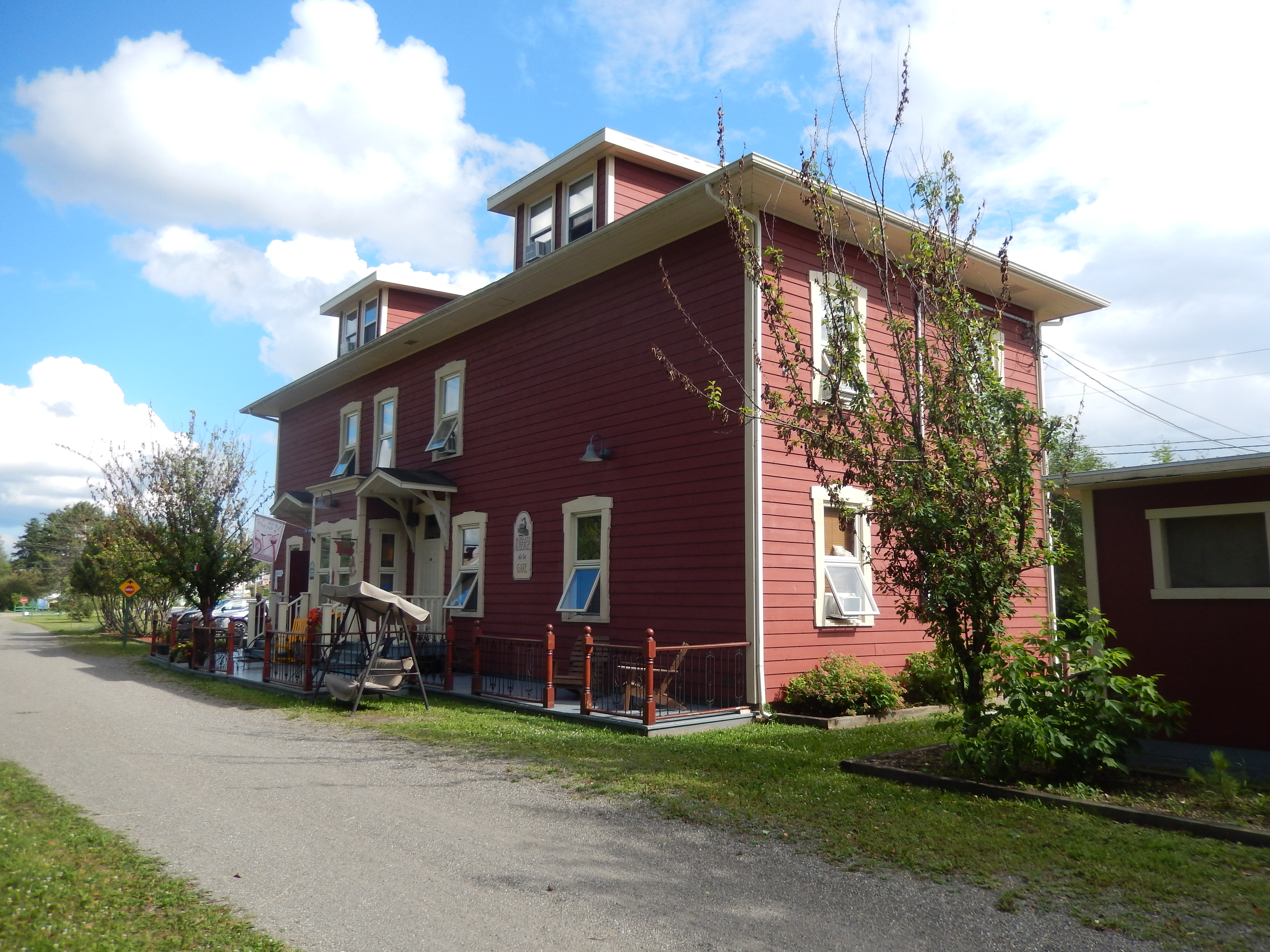
L'autre côté du bâtiment.

La gare de Cabano est mise en service en 1889 par la Compagnie du Saint-Lawrence and Temiscouata Railway (dite Témiscouata Railway (de)), lorsqu'elle ouvre à l'exploitation une section de sa ligne d'Edmundston à Fraserville (ancien nom de Rivière-du-Loup).
En décembre 1895, la station porte le nom de « Fort Ingalls », elle est située au point 43 milles de la ligne « Temiscouata Railway » (de Rivière du Loup à Connors), entre les gares de Saint-Louis et de Notre-Dame-du-Lac.
Elle devient une gare du Canadien National, lorsqu'il rachète la ligne en 1949.
La gare est fermée en 1977, la ligne est réaffectée en piste cyclable au début des années 1990.

## Patrimoine ferroviaire
L'ancien bâtiment de la gare, « édifice en bois, de plan rectangulaire à deux étages, est coiffé d'un toit à croupes percé de lucarnes. La façade principale comprend deux portes disposées de part et d'autre d'une baie en saillie », qui a conservé son aspect d'origine est « cité en 1995 ».